# اترپد
اترپد (انگلیسی: Etherpad) یک برنامه تحت وب است که دارای ویرایشگر مشارکتی بلادرنگ است بگونه‌ای که به نویسندگان اجازه می‌دهد تا متبی را به صورت همزمان ویرایش بکنند و از ویرایش سایر ویرایشگران به صورت همزمان باخبر گردند.